# Virabhadra

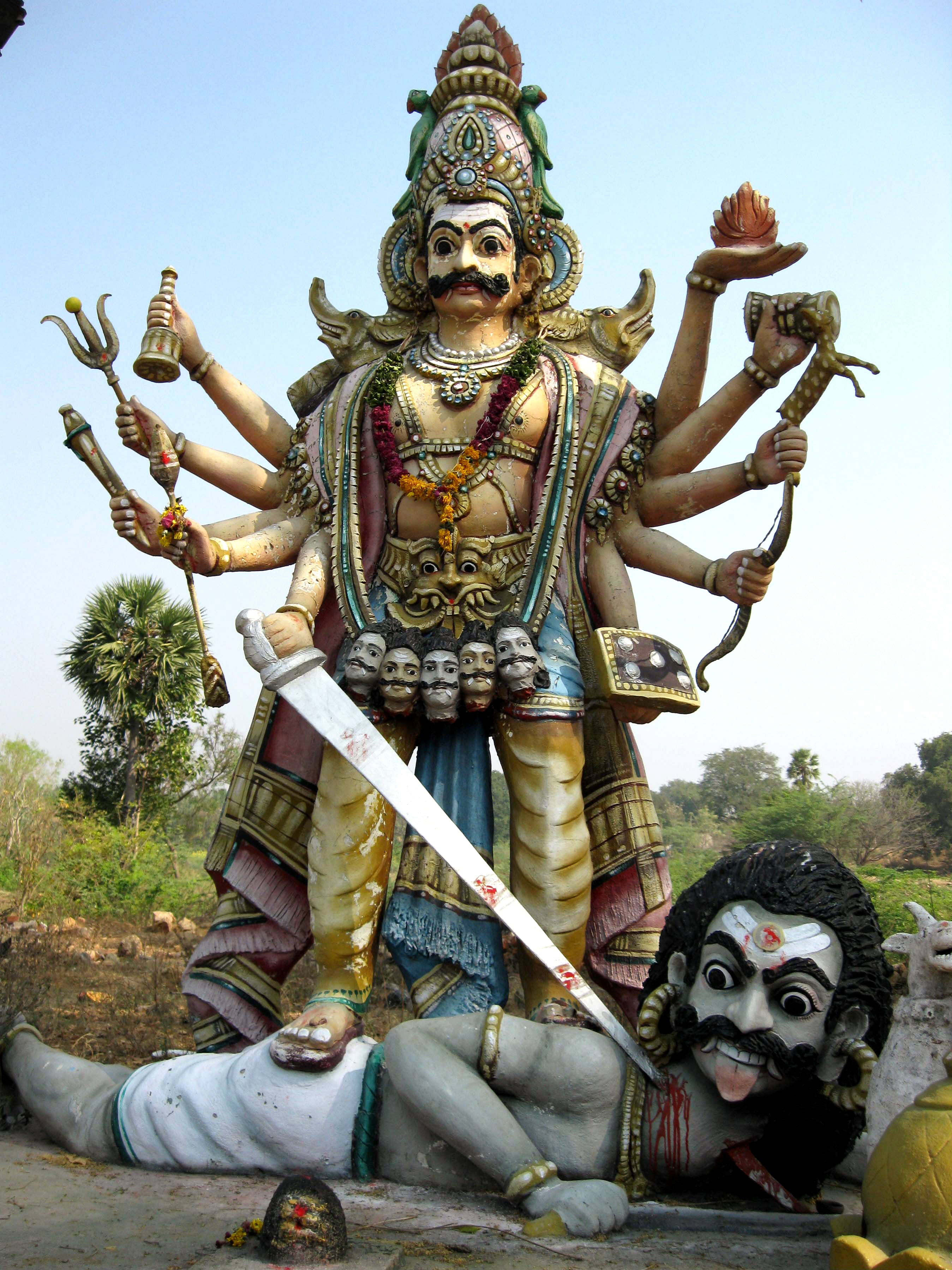
Virabhadra

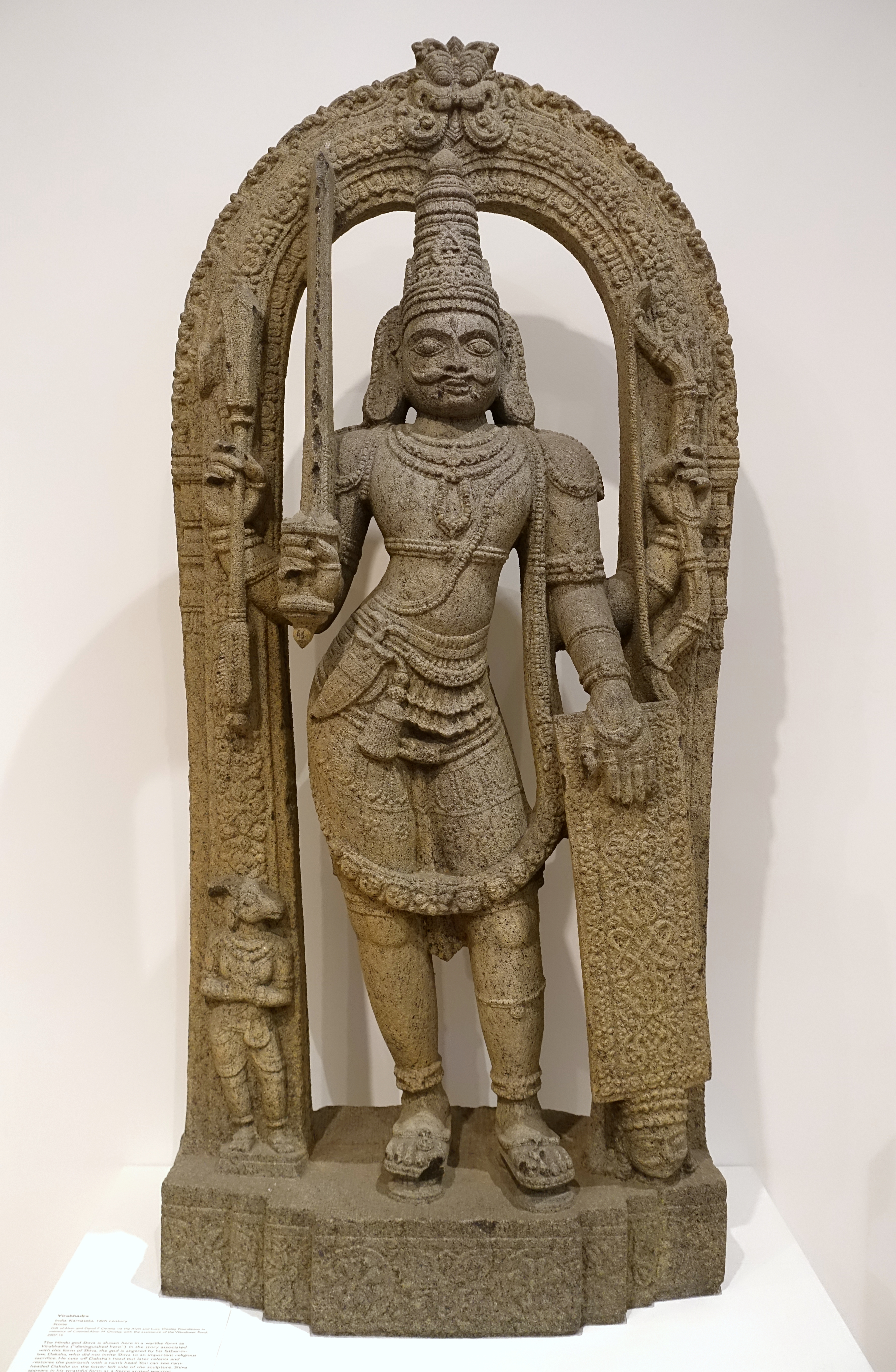
Virabhadra (um 1500)

Virabhadra oder Veerabhadra (Kannada: ವೀರಭದ್ರ; Tamil: வீரபத்திரர்; deutsch etwa „Heldenglanz“) ist eine vor allem in Südindien populäre furchteinflößende Form des Hindu-Gottes Shiva. Von vielen Indern im Süden des Landes wird er als eigenständige Gottheit oder als geistiger Sohn Shivas verehrt.

## Mythos
Shiva schuf Virabhadra mit der Energie seines dritten Auges, nachdem seine erste Gemahlin Sati sich zur Wiederherstellung der Ehre ihres Mannes, der von ihrem Vater Daksha von einer Opferzeremonie ausgeschlossen worden war, selbst verbrannt hatte. Shiva war dermaßen wütend über den Vorfall, dass er eine Kreatur erschuf, die er anwies, Dakshas Opfer mit Pfeil und Bogen zu zerstören und diesen mit dem Schwert zu enthaupten.
In einer anderen Fassung bitten die Rishi bei Shiva um Verzeihung; daraufhin ist der Gott nicht länger zornig, stellt das Opfer wieder her und erweckt seinen Schwiegervater wieder zum Leben.
Virabhadra gilt als mächtiger Krieger, da er einen Angriff Vishnus bzw. Garudas abwehren konnte; Brahma fungierte während dieser von schrecklichem Gebrüll, Erdbeben, Überschwemmungen, Stürmen und Erdrutschen begleiteten Schlacht als Wagenlenker Virabhadras. Da die Auseinandersetzung lange Zeit unentschieden blieb, entschloss sich Vishnu, seine fürchterlichste Waffe, die Wurfscheibe (chakra) einzusetzen, die jedoch von Virabhadra verschluckt wurde.

## Darstellung
Mittelalterliche Darstellungen Virabhadras sind äußerst selten. Die südindischen Vijayanagar-Herrscher erwählten ihn im 14. Jahrhundert zu ihrem Schutzgott; daraufhin werden die Darstellungen in dieser Region häufiger: Virabhadra wird meist als waffenstarrender überlebensgroßer Dämon (asura) mit den Attributen Shivas (trishula, damaru etc.) und Vishnus (gada) dargestellt; um seinen Hals trägt er eine Schädelgirlande. In vielen Shiva-Tempeln Südindiens ist auch ein Bildnis Virabhadras zu sehen; im Norden Indiens tritt er kaum in Erscheinung (siehe hierzu Bhairava).